# Молочанський колоністський округ
47°15′00″ пн. ш. 35°20′00″ сх. д. / 47.25000° пн. ш. 35.33333° сх. д.
Молочанський колоністський округ містив німецькі колонії на північ і північний захід від Мелітополя. Входив до складу Мелітопольського повіту Таврійської губернії. Центром округу було село Пришиб. У 1871 році округ був ліквідований, і на його місці утворені Пришибська і Айґенфельдська волості Мелітопольського повіту.
Територія Молочанського колоністського округу становила 79170 десятин (725 км²). В окрузі було 1197 дворів і 248 безземельних сімейств (1857 рік). Працювали 3 олійниці, 27 млинів, 188 ткацьких верстатів, 5 церков і молитовних будинків, 24 школи (1841 рік).

## Села
До складу округу входили села:
| №  | Назва         | Німецька назва | Сучасна назва         | Рік  |
| -- | ------------- | -------------- | --------------------- | ---- |
| 1  | Александргейм | Alexanderheim  | Олександрівка         | 1860 |
| 2  | Альт-Монталь  | Alt-Montal     | Заможне               | 1805 |
| 3  | Альт-Нассау   | Alt-Nassau     | Виноградне            | 1804 |
| 4  | Андребург     | Andreburg      | Чорноземне            | 1865 |
| 5  | Блюменталь    | Blumental      | Рівне                 | 1822 |
| 6  | Вальдорф      | Walldorf       | Жовтневе              | 1810 |
| 7  | Вассерау      | Wasserau       | Водне                 | 1805 |
| 8  | Вейнау        | Weinau         | Чапаєвка              | 1804 |
| 9  | Гейдельберг   | Heidelberg     | Новогорівка           | 1810 |
| 10 | Гофенталь     | Hoffental      | у складі Виноградного | 1804 |
| 11 | Гохгейм       | Hochheim       | Комсомольське         | 1818 |
| 12 | Гохштедт      | Hochstädt      | Високе                | 1810 |
| 13 | Грінталь      | Grüntal        | Зелений Гай           | 1810 |
| 14 | Дармштадт     | Darmstadt      | Ромашки               | 1840 |
| 15 | Дурлах        | Durlach        |                       | 1810 |
| 16 | Кайзерталь    | Kaisertal      | Золота Долина         | 1838 |

| №  | Назва         | Німецька назва | Сучасна назва                 | Рік  |
| -- | ------------- | -------------- | ----------------------------- | ---- |
| 17 | Карлсруе      | Karlsruhe      | Зразкове                      | 1815 |
| 18 | Костгейм      | Kostheim       | Показне                       | 1810 |
| 19 | Кронсфельд    | Kronsfeld      | Мар'янівка                    | 1825 |
| 20 | Лейтерсгаузен | Leitershausen  | Тракторне                     | 1810 |
| 21 | Маріенгейм    | Marienheim     | Молодіжне                     | 1865 |
| 22 | Марієнфельд   | Marienfeld     | Мар'ївка                      | 1858 |
| 23 | Нейдорф       | Neudorf        | скасоване в 1831 р.           | 1805 |
| 24 | Ней-Монталь   | Neu-Montal     | Переможне                     | 1816 |
| 25 | Ней-Нассау    | Neu-Nassau     | Суворе                        | 1814 |
| 26 | Ніколайфельд  | Nikolaifeld    | Миколаївка                    | 1864 |
| 27 | Пришиб        | Molotschna     | з 1938 р у складі Молочанська | 1804 |
| 28 | Рейхенфельд   | Reichenfeld    | Плодородне                    | 1810 |
| 29 | Розенталь     | Rosental       | Нове Поле                     | 1804 |
| 30 | Тіфенбрун     | Tiefenbrunn    | Чистопілля                    | 1920 |
| 31 | Фрідріхсфельд | Friedrichsfeld | Роздол                        | 1810 |
| 32 | Ейгенфельд    | Eugenfeld      | Полянівка                     | 1848 |